# Григорий (карфагенский экзарх)
Флавий Григорий (лат. Flavius Gregorius; погиб в 647) — византийский патрикий, сын военачальника Никиты, брат императрицы Григории, двоюродный племянник императора Ираклия I.

## Биография
Около 641 года Григорий был назначен Константинополем экзархом Карфагена.
Григорий стал по сути наследником власти своей семьи, правившей определённой территорией несколько десятилетий, и поэтому не мог не иметь родственных связей среди местной романизированной элиты, как среди «римлян», так и среди «мавров». Пользовался авторитетом, что могло быть как следствием популярности прежде среди берберов его отца, который с берберским отрядом покорял Египет, а затем управлял Африкой, так и результатом деятельности самого Григория на посту экзарха.
В 646 году Григорий выступил против власти внука Ираклия императора Константа II по религиозным причинам.
В 647 году, воспользовавшись ослаблением императорской власти вследствие агрессии арабов, Григорий отложился от Константинополя и провозгласил себя императором Африки.
Григорий погиб в том же 647 году в битве при Суфетуле, сражаясь против вторгшихся в экзархат арабов.